# Pseudomenyllus granulipennis
Pseudomenyllus granulipennis – gatunek chrząszcza z rodziny kózkowatych i podrodziny zgrzypikowych. Jedyny przedstawiciel rodzaju Pseudomenyllus.

## Zasięg występowania
Gatunek ten występuje w Papui Nowej Gwinei.